# Brian Hyland

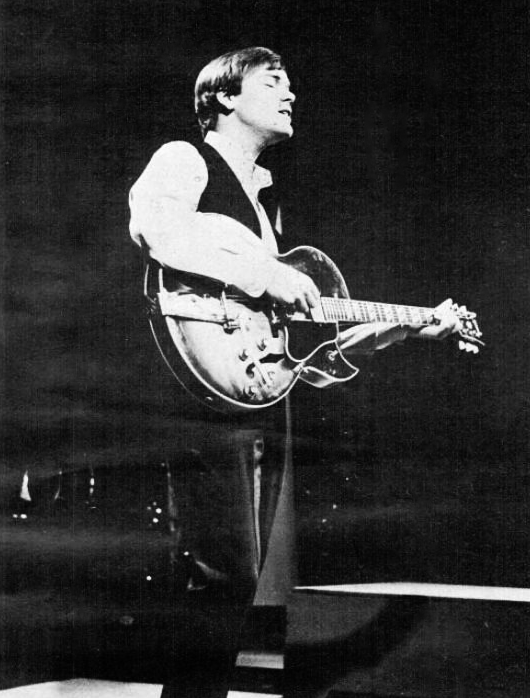
Brian Hyland, 1967

Brian Hyland (* 12. November 1943 in Brooklyn, New York City) ist ein US-amerikanischer Pop-Sänger. Er feierte seine größten Erfolge in den 1960er-Jahren mit Songs wie Itsy Bitsy Teenie Weenie Yellow Polka Dot Bikini, Sealed with a Kiss, Ginny Come Lately und Gypsy Woman.

## Leben
Mit neun Jahren kam Brian erstmals im Kirchenchor mit der Musik in Berührung, er lernte Klarinette und Gitarre spielen und gründete schon mit zwölf Jahren eine Musikgruppe namens The Delfis. Mit ihnen fertigte er 1959 ein Demoband an und bot es verschiedenen New Yorker Schallplattenfirmen an. Dank seiner Hartnäckigkeit gelang es ihm, bei der Plattenfirma Kapp Records, die bereits Stars wie Jane Morgan, Eartha Kitt und den Pianisten Roger Williams unter Vertrag hatten, einen Vertrag als Solosänger zu bekommen. Der unbeachteten ersten Platte mit den Titeln Rosemary und Library Love Affair folgte bereits im Sommer 1960 ein Welterfolg. Mit dem von Richard Wolfe produzierten Itsy Bitsy Teenie Weenie Yellow Polka Dot Bikini (Text und Musik: Paul Vance und Lee Pockriss) erstürmte der 16-jährige Brian Hyland die Spitze der amerikanischen Charts. Der Titel war auch international erfolgreich. In Großbritannien erreichte der Titel Platz 9 der Charts, in Deutschland landete die Single ebenfalls auf Platz 9.
Nachdem die beiden folgenden Platten nicht an diesen Erfolg anknüpfen konnten, wechselte Hyland 1961 zur größeren Plattenfirma ABC Records, die zu dieser Zeit Stars wie Paul Anka oder Ray Charles unter Vertrag hatte. Dort nahm sich das Autoren- und Produzentenpaar Geld und Udell seiner an, das Hyland für die nächsten Jahre mit weiteren Hits versorgte. Sealed with a Kiss (arrangiert von Stan Applebaum) ist der erfolgreichste Titel dieser Zeit, der es im Frühjahr 1962 bis auf Platz drei der US-Popcharts schaffte. Von diesem Titel wie auch von Ginny Come Lately wurden in Deutschland auch deutschsprachige Versionen mit Brian Hyland veröffentlicht. In Deutschland erschien die Single auf dem Philips-Label und erreichte Platz 10 der Charts. In den Staaten war Hyland zu dieser Zeit ständig unterwegs, trat in nationalen wie in lokalen Fernsehshows auf und legte mit der Caravan of Stars viele Meilen zurück. 1963 veranstaltete er zusammen mit Little Eva eine ausgedehnte Tournee durch England, danach tourte er mit Neil Sedaka durch Südamerika. In der zweiten Hälfte der sechziger Jahre waren die Hyland-Platten nicht mehr wie gewohnt erfolgreich, er wechselte daraufhin zu den Plattenfirmen Philips und Dot. Erst 1970 konnte er sich, inzwischen 27-jährig, wieder mit einem Superhit zurückmelden. Mit seinem selbst produzierten Gypsy Woman (Text und Musik Curtis Mayfield), von einer seiner weiteren neuen Plattenfirmen UNI veröffentlicht, erreichte er Platz drei der amerikanischen Popcharts, er erhielt seine erste Goldene Schallplatte und international fand der Song über drei Millionen Käufer. Dass England nach wie vor ein besonders gutes Terrain für Brian Hyland war, bewies auch die Tatsache, dass nach 13 Jahren eine Langspielplatte mit den Titeln Sealed With A Kiss und Ginny Come Lately auf Platz sechs in den britischen Charts kam.
1977 ließ sich Hyland mit seiner Familie in New Orleans nieder. Bis in die achtziger Jahre war Hyland ständig in den Studios, um neue Singles und Langspielplatten aufzunehmen, die sowohl in den Staaten wie auch in Europa reichlich Abnehmer fanden. Auf seinen Tourneen wurde er nun auch von seinem Sohn Bodi als Schlagzeuger begleitet. Brian betätigte sich seit den siebziger Jahren auch als Songschreiber und hatte später auch ein eigenes Musikstudio. Zusammen mit seiner Frau Rosmari verfasste er zwei Bücher zum Thema Rock and Roll. Gegenwärtig (Stand 2019) ist Hyland immer noch als Musiker aktiv und tourt durch die Vereinigten Staaten.

## Diskografie

### USA / Großbritannien
| Titel                                                                      | US            | UK           | Veröffentlichung |
| -------------------------------------------------------------------------- | ------------- | ------------ | ---------------- |
| Rosemary / Library Love Affair                                             | Leader 801    | London 9113  | Februar 1960     |
| Itsy Bitsy Teenie Weenie Yellow Polkadot Bikini / Don’t Dilly Dally, Sally | Kapp 342      | London 9161  | Juni 1960        |
| Four Little Heels / That’s How Much                                        | Kapp 352      | London 9203  | Oktober 1960     |
| I Gotta Go / Lop-Sided, Over-Loaded                                        | Kapp 363      | London 9262  | 1960             |
| Lipstick On Your Lips / When Will I Know                                   | Kapp 401      |              | Juli 1961        |
| Let Me Belong To You / Let It Die                                          | ABC 10236     | HMV 915      | Juli 1961        |
| I’ll Never Stop Waiting / The Night I Cried                                | ABC 10262     | HMV 955      | November 1961    |
| Ginny Come Lately / I Should Be Getting Better                             | ABC 10294     | HMV 1013     | Februar 1962     |
| Sealed With A Kiss / Summer Job                                            | ABC 10336     | HMV 1051     | Mai 1962         |
| Warmed Over Kisses / Walk A Lonely Mile                                    | ABC 10359     | HMV 1079     | September 1962   |
| I May Not Live To See Tomorrow / It Ain’t That Way At All                  | ABC 10374     | HMV 1113     | November 1962    |
| If Mary’s There / Remember Me                                              | ABC 10400     | HMV 1143     | Februar 1963     |
| Somewhere In The Night / I Wish Today Was Yesterday                        | ABC 10427     | HMV 1169     | April 1963       |
| I’m Afraid To Go Home / Save Your Heart For Me                             | ABC 10452     | HMV 1188     | Mai 1963         |
| Let Us Make Our Own Mistakes / Nothing Matters                             | ABC 10494     | HMV 1237     | November 1963    |
| Act Naturally / Out Of Sight                                               | ABC 10549     |              | April 1964       |
| Here’s To Love / Two Kinds Of Girls                                        | Philips 40179 |              | Mai 1964         |
| Pledging My Love Side / Devoted To You                                     | Philips 40203 |              | Juni 1964        |
| Now I Belong To You / One Step Forward, Two Steps Back                     | Philips 40211 |              | August 1964      |
| He Don’t Understand You / Love Will Find A Way                             | Philips 40263 |              | Februar 1965     |
| Stay Away From Her / I Can’t Keep A Secret                                 | Philips 40306 |              | 1966             |
| 3000 Miles / Sometimes They Do, Sometimes They Dont                        | Philips 40354 |              | 1966             |
| The Joker Went Wild / I Can Hear The Rain                                  | Philips 40377 | Philips 1508 | 1966             |
| Run, Run, Look And See / Why Did You Do It                                 | Philips 40405 |              | 1966             |
| Hung Up In Your Eyes / Why Mine                                            | Philips 40424 | Philips 1555 | Februar 1967     |
| Holiday For Clowns / Yesterday I Had A Girl                                | Philips 40444 |              | 1967             |
| Get The Message / Kinda Groovy                                             | Philips 40472 | Philips 1601 | August 1967      |
| Apologize / Words On Paper                                                 | Dot 17050     |              | 1967             |
| It’s Christmas Time Once Again / Words On Paper                            | Dot 17061     |              | 1967             |
| Come With Me / Delilah                                                     | Dot 17078     |              | 1968             |
| The Lover / Springfield, Illinois                                          | Dot 17109     |              | 1968             |
| Tragedy / You’d Better Stop And Think It Over                              | Dot 17176     | Dot 119      | Februar 1969     |
| Gonna Make A Woman Of You / Dreamy Eyes                                    | Dot 17291     |              | 1969             |
| A Million To One / It Could All Begin Again                                | Dot 17222     | Dot 124      | Mai 1969         |
| Stay And Love Me All Summer / Rainy April Morning                          | Dot 17258     | Dot 128      | August 1969      |
| Dreamy Eyes / Gonna Make A Woman Out Of You                                | Dot 17291     |              | 1970             |
| No Place To Run / So Long Marianne                                         | UNI 52287     | UNI 533      | 1971             |
| Gypsy Woman / You And Me (#2)                                              | UNI 55240     | UNI 530      | Juli 1970        |
| Lonely Teardrops / Lorrayne                                                | UNI 55272     |              | 1971             |
| So Long, Marriane / No Place To Run                                        | UNI 55287     |              | 1971             |
| Out Of The Blue / If You Came Back                                         | UNI 55306     |              | 1971             |
| I Love Every Little Thing About You / With My Eyes Wide Open               | UNI 55323     | Uni 540      | Mai 1972         |
| Only Wanna Make You Happy / When You’re Lovin’ Me                          | UNI 55334     | Uni 545      | 1972             |

### Deutschland
| Titel                                                                       | Katalog-Nr.    | Veröffentlichung |
| --------------------------------------------------------------------------- | -------------- | ---------------- |
| Itsy Bitsy Teenie Weenie Yellow Polka Dot Bikini / Don’t Dilly Dally, Sally | London 20340   | 1960             |
| Four Little Heels / That’s How Much                                         | London 20362   | 1960             |
| Let Me Belong To You / Let It Die                                           | Philips 320009 | 1961             |
| Ginny Come Lately / I Should Be Gettin’ Better                              | Philips 320019 | 1962             |
| Ginny, o Ginny (Ginny Come Lately) / Du bist mir unvergesslich              | Philips 320022 | 1962             |
| Sealed with a Kiss / Summer Job                                             | Philips 320024 | 1962             |
| Schön war die Zeit / Weil du die Puppe bist                                 | Philips 320028 | 1962             |
| Warmed Over Kisses / Walk A Lonely Mile                                     | Philips 320030 | 1962             |
| Wander mein Liebchen / Ich geh auf und ab                                   | Philips 320034 | 1962             |
| Ohne dich / So verliebt                                                     | Philips 32038  | 1962             |
| Gypsy Woman / You And Me                                                    | UNI 6073019    | 1970             |
| Lonely Teardrops / Lorrayne                                                 | UNI 6073022    | 1971             |
| No Place To Run / So Long Marianne                                          | UNI 6073031    | 1971             |

## Chartplatzierungen

### Singles
| Jahr | Titel Album                                      | Höchstplatzierung, Gesamtwochen, AuszeichnungChartplatzierungen (Jahr, Titel, Album, Platzierungen, Wochen, Auszeichnungen, Anmerkungen) | Höchstplatzierung, Gesamtwochen, AuszeichnungChartplatzierungen (Jahr, Titel, Album, Platzierungen, Wochen, Auszeichnungen, Anmerkungen) | Höchstplatzierung, Gesamtwochen, AuszeichnungChartplatzierungen (Jahr, Titel, Album, Platzierungen, Wochen, Auszeichnungen, Anmerkungen) | Anmerkungen                                        |
| Jahr | Titel Album                                      | DE | UK | US | Anmerkungen                                        |
| ---- | ------------------------------------------------ | --- | --- | --- | -------------------------------------------------- |
| 1960 | Itsy Bitsy Teenie Weenie Yellow Polka Dot Bikini | DE1 (16 Wo.)DE | UK8 (13 Wo.)UK | US1 (15 Wo.)US |                                                    |
| 1960 | Four Little Heels                                | — | UK29 (6 Wo.)UK | US73 (3 Wo.)US |                                                    |
| 1960 | That’s How Much                                  | — | — | US74 (4 Wo.)US |                                                    |
| 1961 | Let Me Belong to You                             | — | — | US20 (11 Wo.)US |                                                    |
| 1961 | I’ll Never Stop Wanting You                      | — | — | US83 (1 Wo.)US |                                                    |
| 1962 | Ginny Come Lately                                | DE10 (20 Wo.)DE | UK5 (15 Wo.)UK | US21 (11 Wo.)US |                                                    |
| 1962 | Sealed With A Kiss                               | — | UK3 (26 Wo.)UK | US3 (14 Wo.)US | Nach Wiederveröffentlichung 1975 in UK auf Platz 7 |
| 1962 | Warmed Over Kisses (Left Over Love)              | — | UK28 (6 Wo.)UK | US25 (8 Wo.)US |                                                    |
| 1963 | I May Not Live To See Tomorrow                   | — | — | US69 (7 Wo.)US |                                                    |
| 1963 | If Mary’s There                                  | — | — | US88 (2 Wo.)US |                                                    |
| 1963 | I’m Afraid to Go Home                            | — | — | US63 (8 Wo.)US |                                                    |
| 1966 | 3000 Miles                                       | — | — | US99 (1 Wo.)US |                                                    |
| 1966 | The Joker Went Wild                              | — | — | US20 (11 Wo.)US |                                                    |
| 1966 | Run, Run, Look and See                           | — | — | US25 (9 Wo.)US |                                                    |
| 1967 | Hung Up in Your Eyes                             | — | — | US58 (5 Wo.)US |                                                    |
| 1967 | Holiday For Clowns                               | — | — | US94 (3 Wo.)US |                                                    |
| 1967 | Get The Message                                  | — | — | US91 (2 Wo.)US |                                                    |
| 1969 | Tragedy                                          | — | — | US56 (10 Wo.)US |                                                    |
| 1969 | A Million To One                                 | — | — | US90 (5 Wo.)US |                                                    |
| 1969 | Stay And Love Me All Summer                      | — | — | US82 (3 Wo.)US |                                                    |
| 1970 | Gypsy Woman                                      | DE34 (3 Wo.)DE | UK42 (6 Wo.)UK | US3 Gold · (20 Wo.)US |                                                    |
| 1971 | Lonely Teardrops                                 | — | — | US54 (8 Wo.)US |                                                    |